# 時の故郷
時の故郷（ときのふるさと）は、2001年に牧尾屋(現・Pleiades Company)が制作したアドベンチャーゲームである。

## 概要
思い出の故郷で繰り広げられる、幼馴染の少女との再会と恋を綴ったアドベンチャーゲームであり、2001年6月にフリーウェアとして公開された。Pleiades Companyオリジナルブラウザゲーム第4弾であり、出世作。『時の館』、『時の封土』に続くシリーズ作品であり、これらは直接の続編ではないが世界観を共有しており、また共通のアイテムが登場する。主人公が夢を見るシーンでは、『時の館』、『時の封土』のCGも登場する。
本作品には当初、通常版と完全版があった。通常版はフリーウェアで、ベクターからのダウンロードが可能。追加シナリオが入った完全版はシェアウェアとなっており、パッケージ兼説明書、インストーラ、壁紙等が付属したCD-ROM版が作者のHP上で販売されていたが、2003年に終了した。その後、サーパラマーケットからの購入が可能であったが、2011年4月7日をもってシェアウェアとしての配布は終了した。
後に、2011年11月18日にフリーウェア版が改訂され、シェアウェア版部分とホームページで公開されていた「外伝」をも含めた、新たな「完全版」として全体がフリー公開された。
2002年10月22日には、「イーオン」から自分の英語力を試すことができるようにと会話などが英訳された英語版が、英語学習サイト“ペラペラ”に公開された。古林のサイト「ぽかぽか夢工房」ではLinux上などでも動作可能なMozilla対応版がフリーウェアとしてダウンロード可能となっている。
本作はオンラインソフト紹介サイト「窓の杜」において「映像や音楽、効果音もすばらしく、とても丁寧に作られた作品」と評価されており、またフリーゲーム紹介サイト「ふりーむ!」で開催された「FREE GAME AWARDS 2002」では準グランプリを受賞している。

## ゲームシステム
コマンド選択型のアドベンチャーゲームであり、4日間という日数と限られた行動回数の中で情報を入手し、読んだ文章などから推理、判断し、自分で謎解きをすることが求められる。
エンディングはバッドエンドを含んで本編12、追加シナリオ6という多さが特徴。

## 本編
- 通常版、完全版ともにプレイ可能。

### ストーリー
季節は夏。大学受験に失敗し、浪人生となった志度聡志は親の言いつけで、亡くなった祖母が住んでいた田舎の家の手入れをするため「里山村」へ向かう。
6年ぶりに訪れた聡志は初恋の少女・真田ゆり子と思いがけなく再会した。
隠された秘密、遠い過去の記憶、そして訪れる突然の別れ。運命は動き出す。

### 登場人物
志度聡志（しど さとし）
18歳の青年。特に何といった目標を持っていなく、ただ毎日をダラダラ過ごしている。そそっかしい性格。
ゆり子が初恋の相手。再会してからも何かと意識してしまい、お約束的展開へ持ち込んでしまう。
自分の周りで起こる事態を理解していくうちに、自分のすべき事を認識し、運命に抗うため行動を起こす。
追加ストーリーのCGではおまけ程度に顔が出てくる。また名前は濁点を除いて回文となっている。
真田ゆり子（さなだ ゆりこ）
聡志と同い年。小学5年の時以来会っていなかった。聡志と同じく普段は遠方に住んでいる。聡志の祖母とゆり子の祖父は姉弟であり、聡志とゆり子は親戚関係。
聡志の想像を超えるほど美しく成長し、聡志の目の前に現れる。聡志とある約束を果たすために田舎へやってきた。
聡志と楽しい時間を過ごしながら、時折寂しい表情を見せる。
ゆり子の姿、性格は作者の妄想を具現化したものである。本編中、唯一の立ち絵がある人物。エンディング後のヒントコーナーの解説役でもある。
聡志の母親
ある一定の条件を満たすと電話をかけてくる。
その口から驚愕の事実が告げられる事に。
久保田利樹（くぼた としき）
澤田運輸に勤務していたが、ある理由で退職している。
電話でのみ登場。

## 追加シナリオ
- 本編をハッピーエンドでクリアするとプレイ可能に。本編では語られていなかった秘密の真実が明らかになる。

### ストーリー
季節は冬。一浪の末、無事大学に合格し、ゆり子との大学生活を送る聡志。しかし、お互い奥手でなかなか関係は進展しない。クリスマス・イブのデート中、ゆり子の体に異変が起き、眠ったままとなる。
そして、聡志は何者かに命を狙われる事に。事態が飲み込めず、戸惑う聡志の前に見慣れない少女が現れた。
時空を越え、聡志と少女は運命を変えるための戦いに身を投じる。

### 登場人物
本編から引き続き、聡志とゆり子は登場。
謎の少女
ほとんど表情を変える事が無く、冷たい印象を受ける。聡志に危険が迫った時、助けに入った。なぜか聡志とゆり子を知っている。
ゆり子以外で立ち絵があるのは彼女と小池さんのみである。
キャラクターの造型、性格など多くの点で、フォグのアドベンチャーゲーム『久遠の絆』に登場する天野先輩を元にしている。
小池さん
Pleiades Company作品にはなぜかレギュラー出演している看護師さん。
初出は連載小説『Scape Gunner』。『Erinyes』にも登場している。

## 外伝小説
閉鎖された作者のホームページでは、外伝小説が掲載されていた。
2011年11月18日より公開された、改訂版の「完全版」にも収録されている。
時の故郷 外伝〜受け継がれる思い
季節は夏。遊びに来ていた聡志やゆり子を見送った志度泰江は突如、見慣れない少女と出会う。
時の故郷 外伝2
里山村で再会したゆり子と買い物に出かけた聡志。帰路につく途中、聡志は不思議な光景を目にする。

## 収録雑誌
ゲームの紹介や、ゲームそのものが付録として収録された雑誌を列挙。
- 『WindowsPower』（アスキー）2001年10月号（9月5日発売）、11月号（10月18日発売）
- 『TECH Win』（エンターブレイン）2002年1月号（2011年12月8日発売）
- 『PC GIGA』（インフォレスト）2002年4月号（3月4日発売）
- 『お楽しみCD37』（ウエストサイド）（2002年4月12日発売）
- 『Windows100%』（晋遊舎）2002年5月号（4月13日発売）
- 『WindowsStart』（毎日コミュニケーションズ）2002年6月号（4月27日発売）
- 『iP!』（晋遊舎）2002年6月号（4月29日発売）
- 『ウィンドウズROM!』（MCプレス）2002年6月号（5月18日発売）
- 『WindowsPower』（エンターブレイン）2002年7月号（6月18日発売）
- 『ウィンドウズパワー生』（エンターブレイン）（2002年7月発売）
- 『PC Life』（ソフトバンクパブリッシング）2002年8月号（7月8日発売）
- 『TECH Win』（エンターブレイン）2002年9月号（8月8日発売）
- 『「CD-ROM Fan フリーウェア Vol.2」（仮）』（毎日コミュニケーションズ）（2002年9月30日発売）
- 『ウィンドウズROM!』（MCプレス）2002年11月号（10月18日発売）
- 『WindowsPower』（エンターブレイン）2002年12月号（11月18日発売）
- 『女性のパソコン 手作り年賀状BOOK』（白夜書房）（2002年12月5日発売）
- 『PC-MAXX』（MCプレス）（2003年1月15日発売）
- 『ウィンドウズROM!』（MCプレス）2003年3月号（2月18日発売）
- 『無料で遊べる! 最強ソフト100』（千舷社 祥伝社ムック―千舷BOOK）（2003年2月発売）
- 『Yahoo! Internet Guide』（ソフトバンクパブリッシング）2003年6月号（4月29日発売）
- 『PC-MAXX』（MCプレス）第3号（2003年5月24日発売）
- 『タダで楽しむ！Windows最強ゲーム100』（インフォレスト）（2003年6月発売）
- 『PC GAMES』（晋遊舎）（2003年8月発売）
- 『TECH Win』（エンターブレイン）2003年10月号（9月26日発売）
- 『Windows100% SUPER!』（晋遊舎）（2003年10月8日発売）
- 『Windowsでゲームざんまい (2004)』（ローカス）（2003年12月発売）
- 『ウィンドウズROM!』（MCプレス）2004年2月号（1月17日発売）
- 『萌えキャラ裏ネタおしえまちゅ!』（宝島社）（2004年1月28日発売）
- 『フリーウェア5000 (2004Spring)』（エンターブレイン）（2004年3月発売）
- 『ウィンドウズROM!』（MCプレス）2004年4月号（3月18日発売）
- 『WindowsXP World』Vol.4（IDGジャパン）（2004年5月31日発売）
- 『WindowsXP World』Vol.5（IDGジャパン）（2004年7月31日発売）